# Porta San Martino in Guatolongo
La porta San Martino in Guatolongo era una delle porte della cinta muraria di Pisa.

## Storia e descrizione
La porta, facente capo alla via Emilia, fu aperta nel 1243, poco dopo la costruzione delle mura di Pisa. Essa si presenta con un arco ad apice acuto.
La porta è uno dei pochi resti delle mura a sud-est, demolite per scopi urbanistici dalla fine del XIX secolo. La porta insieme alle mura superstiti sono state oggetto di restauro conservativo a partire dal 2002 fino al 2004 dagli studenti dell'ITIS "L. da Vinci" di Pisa sotto il coordinamento del docente Andrea Rovini.